# Nslookup

nslookup је алатка командне линије администрације мреже доступна за многе рачунарске оперативне системе за упит Domain Name System (DNS) да добије име домена или пресликавање IP адресе или за било који други специфичан DNS запис.
Рано у развоју BIND 9, системни интернет козорцијум је планирао да осуди nslookup у корист host и dig. Међутим, ова одлука је преокренута у 2004. са издањем BIND 9.3, и nslookup је у потпуности подржан од тада.

## Историјат
Име "nslookup" значи "проналажење сервер имена". nslookup не користи локалну Domain Name System решавачку библиотеку оперативног система да извршава своје упите, и на тај начин мигу да се понашају другачије од dig-а (који ради). Додатно, верзије под условом продавца могу помешати ствари користећи, или укључујући излаз или друге изворе информација имена (као host датотеке, Мрежна информативна служба). Нека понашања nslookup могу бити измењени садржајем resolv.conf.

## Употреба
nslookup послује у интерактивном или не интерактивном режиму. Када се користи интерактивно позивајући се без аргумената или када је први аргумент - (знак минус) и други аргумент је hostname или интернет адреса од имена сервера, корисник издаје параметар конфигурације или захтева при пвој nslookup линији (>). Када се дају без аргумената, онда команда упита подразмевани сервер. Знак минус (-) позива подкоманде које су наведене у командној линији и треба да претходе nslookup команди. У не интерактивном режиму, т.ј. када први аргумент је име или интернет адреса домаћина се претражују, параметри и упит су наведени као аргументи командне линије у позивању програма. Не интерактиван режим претражује информације за одређени host користећи подразумевано име сервера.